# Mario Kirev
Mario Kirev (in bulgaro Марио Кирев?; Dupnica, 15 agosto 1989) è un ex calciatore bulgaro, di ruolo portiere.

## Carriera

### Club

#### Slavia Sofia
Inizia a giocare nel club dilettantistico di Sapareva Banya, il Germanea fino all'età di 14 anni quando passò nel settore giovanile dello Slavia Sofia.
Nell'agosto 2007 firmò il suo primo contratto da professionista con lo Slavia Sofia ed il 25 aprile 2008 ha debuttato contro lo Spartak Varna nella venticinquesima giornata della massima serie bulgara, giocando poi anche altre 2 partite. Nella stagione successiva è diventato il portiere titolare a disposizione di Stevica Kuzmanovski.

#### Juventus
Nel dicembre del 2008 ha partecipato ad un periodo di stage nella Juventus ed il 22 gennaio 2009 ha firmato un contratto di 4 anni e mezzo con la società torinese che lo acquista per 600.000 euro. Pochi giorni dopo, il 27 gennaio, è stato ceduto in prestito al Grasshoppers fino al termine della stagione con un'opzione per il prossimo campionato.
Il 9 luglio 2009 torna alla Juventus per il ritiro estivo di Pinzolo, al termine del quale rimane in rosa come quarto portiere della prima squadra alternandosi con Pinsoglio nella formazione Primavera. Dopo aver vinto il Torneo di Viareggio 2010 come secondo portiere della Primavera della Juventus, viene di nuovo ceduto in prestito in Svizzera, questa volta al Thun.
Nell'estate del 2010 torna nuovamente alla Juventus ed ottiene la prima convocazione stagionale nella nona giornata di campionato. Ottiene la sua seconda convocazione stagionale con la prima squadra alla trentacinquesima giornata di campionato grazie all'assenza di Marco Storari.

#### Timișoara ed ACS Poli Timișoara
Il 5 settembre 2011 la Juventus ufficializza il suo passaggio in prestito al SSU Politehnica Timișoara. Il 5 settembre 2012 passa a titolo definitivo alla squadra romena del SSU Politehnica Timișoara.

### Nazionale
Nel 2009 ha disputato 4 partite con la Nazionale bulgara Under-21.

## Statistiche

### Presenze e reti nei club
Statistiche aggiornate al 25 novembre 2018.
| Stagione                  | Squadra                   | Campionato                | Campionato | Campionato | Coppe nazionali | Coppe nazionali | Coppe nazionali | Coppe continentali | Coppe continentali | Coppe continentali | Altre coppe | Altre coppe | Altre coppe | Totale | Totale |
| Stagione                  | Squadra                   | Comp.                     | Pres.      | Reti       | Comp.           | Pres.           | Reti            | Comp.              | Pres.              | Reti               | Comp.       | Pres.       | Reti        | Pres.  | Reti   |
| ------------------------- | ------------------------- | ------------------------- | ---------- | ---------- | --------------- | --------------- | --------------- | ------------------ | ------------------ | ------------------ | ----------- | ----------- | ----------- | ------ | ------ |
| gen.-giu. 2007            | Slavia Sofia              | A                         | 1          | 0          | CB              | 0               | 0               | -                  | -                  | -                  | -           | -           | -           | 1      | 0      |
| 2007-2008                 | Slavia Sofia              | A                         | 3          | 0          | CB              | 0               | 0               | -                  | -                  | -                  | -           | -           | -           | 3      | 0      |
| 2008-gen. 2009            | Slavia Sofia              | A                         | 6          | -5         | CB              | 1               | -2              | -                  | -                  | -                  | -           | -           | -           | 7      | -7     |
| feb.-giu. 2009            | Grasshoppers              | SL                        | 0          | 0          | CS              | 0               | 0               | -                  | -                  | -                  | -           | -           | -           | 0      | 0      |
| feb.-giu. 2010            | Thun                      | CL                        | 0          | 0          | CS              | 0               | 0               | -                  | -                  | -                  | -           | -           | -           | 0      | 0      |
| 2010-2011                 | Juventus                  | A                         | 0          | 0          | CI              | 0               | 0               | UEL                | -                  | -                  | -           | -           | -           | 0      | 0      |
| 2011-2012                 | Timișoara                 | L2                        | 7          | -5         | CR              | 0               | 0               | -                  | -                  | -                  | -           | -           | -           | 7      | -5     |
| 2012-2013                 | SSU Politehnica Timișoara | L2                        | 18         | -15        | CR              | 0               | 0               | -                  | -                  | -                  | -           | -           | -           | 18     | -15    |
| 2013-2014                 | SSU Politehnica Timișoara | L1                        | 1          | 0          | CR              | 1               | -2              | -                  | -                  | -                  | -           | -           | -           | 2      | -2     |
| Totale ACS Poli Timișoara | Totale ACS Poli Timișoara | Totale ACS Poli Timișoara | 19         | -15        |                 | 1               | -2              |                    | -                  | -                  |             | -           | -           | 20     | -17    |
| lug.-ago. 2014            | Olt Slatina               | L2                        | 1          | -2         | CR              | 0               | 0               | -                  | -                  | -                  | -           | -           | -           | 1      | -2     |
| gen.-giu. 2015            | Slavia Sofia              | A                         | 9          | -7         | CB              | 0               | 0               | -                  | -                  | -                  | -           | -           | -           | 9      | -7     |
| 2015-2016                 | Slavia Sofia              | A                         | 16         | -17        | CB              | 1               | -2              | -                  | -                  | -                  | -           | -           | -           | 17     | -19    |
| 2016-2017                 | Slavia Sofia              | PL                        | 15         | -24        | CB              | 0               | 0               | UEL                | 2                  | -3                 | -           | -           | -           | 17     | -27    |
| lug.-ago. 2017            | Slavia Sofia              | PL                        | 2          | -4         | CB              | 0               | 0               | -                  | -                  | -                  | -           | -           | -           | 2      | -4     |
| Totale Slavia Sofia       | Totale Slavia Sofia       | Totale Slavia Sofia       | 52         | -57        |                 | 2               | -4              |                    | 2                  | -3                 |             | -           | -           | 56     | -64    |
| nov. 2017-2018            | Nea Salamis               | AK                        | 9          | -12        | CC              | 2               | -5              | -                  | -                  | -                  | -           | -           | -           | 11     | -17    |
| 2018-2019                 | Kamza                     | KS                        | 1          | -2         | CA              | 1               | -2              | -                  | -                  | -                  | -           | -           | -           | 2      | -4     |
| Totale carriera           | Totale carriera           | Totale carriera           | 89         | -93        |                 | 6               | -13             |                    | 2                  | -3                 |             | -           | -           | 97     | -109   |

## Palmarès

### Club

#### Competizioni nazionali
- Challenge League: 1

Thun: 2009-2010
- Liga II: 1

Timișoara: 2011-2012

#### Competizioni giovanili
- Torneo di Viareggio: 1

Juventus: 2010